# Košarkaški klub Crvena zvezda 2021-2022
Questa voce raccoglie le informazioni riguardanti il  Košarkaški klub Crvena zvezda nelle competizioni ufficiali della stagione 2021-2022.

## Stagione
La stagione 2021-2022 del Košarkaški klub Crvena zvezda è la 16ª nel massimo campionato serbo di pallacanestro, la Košarkaška liga Srbije.

## Roster
Aggiornato al 28 luglio 2021.
| Crvena zvezda mts 2021-22 | Crvena zvezda mts 2021-22 |
| Giocatori                 | Staff tecnico             |
| ------------------------- | ------------------------- |

| N. | Naz.                   | Ruolo | Nome             | Anno | Alt.   | Peso   |  |
| -- | ---------------------- | ----- | ---------------- | ---- | ------ | ------ |  |
| 1  | Serbia (bandiera)      | GA    | Marko Gušić      | 2002 | 197 cm |        |  |
| 2  | Serbia (bandiera)      | AP    | Stefan Lazarević | 1996 | 198 cm | 93 kg  |  |
| 3  | Stati Uniti (bandiera) | P     | Nate Wolters     | 1991 | 193 cm | 86 kg  |  |
| 4  | Serbia (bandiera)      | P     | Aleksa Uskoković | 1999 | 190 cm | 86 kg  |  |
| 7  | Serbia (bandiera)      | A     | Dejan Davidovac  | 1995 | 203 cm | 95 kg  |  |
| 9  | Serbia (bandiera)      | AG    | Luka Mitrović    | 1993 | 206 cm | 103 kg |  |
| 10 | Serbia (bandiera)      | GA    | Branko Lazić (C) | 1989 | 196 cm | 91 kg  |  |
| 12 | Serbia (bandiera)      | A     | Nikola Kalinić   | 1991 | 202 cm | 105 kg |  |
| 13 | Serbia (bandiera)      | AP    | Ognjen Dobrić    | 1994 | 200 cm | 93 kg  |  |
| 14 | Stati Uniti (bandiera) | G     | Austin Hollins   | 1991 | 193 cm | 86 kg  |  |
| 19 | Serbia (bandiera)      | AP    | Marko Simonović  | 1986 | 203 cm | 95 kg  |  |
| 20 | Montenegro (bandiera)  | P     | Nikola Ivanović  | 1994 | 190 cm | 90 kg  |  |
| 27 | Serbia (bandiera)      | P     | Stefan Marković  | 1988 | 193 cm | 98 kg  |  |
| 30 | Stati Uniti (bandiera) | AG    | Aaron White      | 1992 | 206 cm | 104 kg |  |
| 32 | Serbia (bandiera)      | C     | Ognjen Kuzmić    | 1990 | 215 cm | 114 kg |  |
| 33 | Germania (bandiera)    | C     | Maik Zirbes      | 1990 | 207 cm | 115 kg |  |
| 44 | Serbia (bandiera)      | G     | Nikola Topić     | 2005 | 198 cm |        |  |
| 77 | Serbia (bandiera)      | AG    | Nemanja Popović  | 2001 | 205 cm | 97 kg  |  |

| Allenatore |
| - Dejan Radonjić |
| Assistente/i |
| - Nikola Birač - Goran Bošković - Miodrag Dinić - Saša Kosović Legenda - (C) Capitano - (IN) Inattivo - Infortunato Roster |

## Mercato

### Sessione estiva
| Acquisti | Acquisti         | Acquisti             | Acquisti      | Acquisti |
| R.a      | Nome             | da                   | Modalità      |          |
| -------- | ---------------- | -------------------- | ------------- | -------- |
| A        | Nikola Kalinić   | Valencia             | svincolato    |          |
| P        | Nikola Ivanović  | Budućnost            | svincolato    |          |
| AP       | Stefan Lazarević | FMP Belgrado         | fine prestito |          |
| AG       | Aaron White      | Panathīnaïkos        | svincolato    |          |
| AG       | Luka Mitrović    | Budućnost            | svincolato    |          |
| P        | Filip Čović      | FMP Belgrado         | fine prestito |          |
| C        | Dušan Ristić     | Avtodor Saratov      | fine prestito |          |
| AG       | Stefan Đorđević  | FMP Belgrado         | fine prestito |          |
| P        | Nate Wolters     | UNICS Kazan'         | svincolato    |          |
| G        | Austin Hollins   | Zenit S. Pietroburgo | svincolato    |          |
| C        | Maik Zirbes      | Shabab Al-Ahli       | svincolato    |          |
| AG       | Nemanja Popović  | FMP Belgrado         | definitivo    |          |

| Cessioni | Cessioni              | Cessioni             | Cessioni         | Cessioni |
| R.       | Nome                  | a                    | Modalità         |          |
| -------- | --------------------- | -------------------- | ---------------- | -------- |
| G        | Jordan Loyd           | Zenit S. Pietroburgo | fine contratto   |          |
| P        | Langston Hall         | Bahçeşehir Koleji    | fine contratto   |          |
| GA       | Aleksa Radanov        | Igokea               | rescissione      |          |
| P        | Corey Walden          | Bayern Monaco        | rescissione      |          |
| C        | Duop Reath            | Illawarra Hawks      | fine contratto   |          |
| AG       | Marko Jagodić-Kuridža | Budućnost            | fine contratto   |          |
| P        | Filip Čović           |                      | ritirato         |          |
| C        | Dušan Ristić          | Fuenlabrada          | fine contratto   |          |
| AC       | Nikola Jovanović      | Nižnij Novgorod      | fine contratto   |          |
| AG       | Stefan Đorđević       | Igokea               | fine contratto   |          |
| A        | Ranko Simović         | FMP Belgrado         | rinnovo prestito |          |
| C        | Landry Nnoko          | Saski Baskonia       | fine contratto   |          |

### Dopo l'inizio della stagione
| Acquisti | Acquisti        | Acquisti   | Acquisti        | Acquisti   |
| R.       | Nome            | da         | Data            | Modalità   |
| -------- | --------------- | ---------- | --------------- | ---------- |
| P        | Stefan Marković | Free agent | 8 novembre 2021 | svincolato |

| Cessioni | Cessioni         | Cessioni           | Cessioni         | Cessioni    |
| R.       | Nome             | a                  | Data             | Modalità    |
| -------- | ---------------- | ------------------ | ---------------- | ----------- |
| P        | Aleksa Uskoković | Mega Belgrado      | 30 dicembre 2021 | prestito    |
| AG       | Nemanja Popović  | Vojvodina Novi Sad | 5 gennaio 2022   | prestito    |
| P        | Nate Wolters     | Free agent         | 9 giugno 2022    | rescissione |